# Protophyta
Protophyta is een geslacht van vlinders van de familie spanners (Geometridae), uit de onderfamilie Geometrinae.

## Soorten
- P. benigna Turner, 1939
- P. castanea Lower, 1896